# Cmentarz Wyszehradzki
Cmentarz Wyszehradzki (czes. Vyšehradský hřbitov) – cmentarz położony w stolicy Czech w dzielnicy Praga 2, Wyszehrad. Jest położony na północ od bazyliki św. św. Piotra i Pawła, spoczywają na nim wybitni obywatele, którzy mieli wpływ na historię Czech.

## Historia
Historia nekropolii w tym miejscu sięga XIII wieku, do zamknięcia twierdzy w 1866 był to mały cmentarz przykościelny. W ciągu kolejnych trzech lat splantowano teren o powierzchni 0,81 ha. W 1887 w północnej i zachodniej części wybudowano arkady w stylu neorenesansowym, ich projektantem był Antonin Wiehl. Wytyczenie nekropolii w środkowej części miasta było wyjątkowym odstępstwem od wprowadzonego edyktem józefińskim z 4 lutego 1784 roku zakazu zakładania cmentarzy w otoczeniu tkanki miejskiej. W latach 1889–1893 we wschodniej części cmentarza wybudowano zaprojektowany również przez Antonina Wiehla panteon "Slavín", wspólny grobowiec przeznaczony do pochówków wybitnych osobistości czeskiej kultury, sztuki, nauki i techniki. Autorem zdobiących go rzeźb jest Josef Mauder.

## Niektóre osoby pochowane na cmentarzu

### Muzycy
- Kompozytorzy

Bedřich Smetana, Antonín Dvořák, Zdeněk Fibich.
- Pianiści

Vilém Kurz Młodszy, František Maxián i Pavel Štěpán.
- Dyrygenci

Rafael Kubelík, Zdeněk Chalabala, Karel Ančerl, Karel Nedbal, Jiří Bělohlávek.
- Śpiewacy

Ema Destinnová, Josef Lev, Jan Berlík, Hanuš Thein, Zdeněk Otava, Eduard Haken, Beno Blachut, Ladislav Mráz, Waldemar Matuška.
- Skrzypkowie

Josef Slavík, Jan Kubelík, Josef Suk.

### Artyści
- Rzeźbiarze

Břetislav Benda, Václav Levý, Josef Václav Myslbek, Jan Štursa, Stephen Zálešák.
- Malarze

Karel Purkyně, Adolf Kašpar, Vojtěch Hynais, Alfons Mucha, Karel Svolinský, Mikoláš Aleš, Julius Mařák.
- Architekci

Josef Gočár, Kamil Hilbert, Jan Kaplický

### Pisarze
Karel Čapek, Vítězslav Nezval, Jan Neruda, Julius Zeyer, Josef Václav Sládek, Jaroslav Vrchlický, Svatopluk Čech, Josef Hora, Karel Toman, Josef Kainar, Karel Hynek Mácha, Božena Němcová, Václav Beneš Třebízský, Vaclav Štulc, Josef Svátek, Vladimír Neff.

### Naukowcy
Jan Evangelista Purkyně, Jaroslav Heyrovský, František Křižík